# Danil Lysenko
Danil Sergeevič Lysenko (in russo Данил Сергеевич Лысенко?; Birsk, 19 maggio 1997) è un altista russo.

## Biografia
È stato campione olimpico giovanile ai Giochi di Nanchino 2014.
Nel 2021 è squalificato per 6 anni dal Tribunale Arbitrale dello Sport a causa di violazioni riguardanti la reperibilità ai controlli antidoping.

## Progressione

### Salto in alto
| Stagione | Misura | Luogo     | Data      | Rank. Mond. |
| -------- | ------ | --------- | --------- | ----------- |
| 2023     | 2,35 m | Minsk     | 30-7-2023 |             |
| 2022     | 2,34 m | Mosca     | 18-8-2022 |             |
| 2018     | 2,36 m | Ostrava   | 13-6-2018 |             |
| 2017     | 2,38 m | Eberstadt | 27-8-2017 |             |
| 2016     | 2,30 m | Soči      | 27-5-2016 |             |
| 2015     | 2,22 m | Soči      | 29-5-2015 |             |
| 2014     | 2,25 m | Dedurovka | 12-6-2014 |             |
| 2013     | 2,10 m | Iževsk    | 12-4-2013 |             |

### Salto in alto indoor
| Stagione | Misura | Luogo          | Data       | Rank. Mond. |
| -------- | ------ | -------------- | ---------- | ----------- |
| 2022/23  | 2,38 m | Mosca          | 29-1-2023  |             |
| 2017/18  | 2,37 m | Hustopeče      | 27-1-2018  |             |
| 2016/17  | 2,33 m | Mosca          | 5-2-2017   |             |
| 2015/16  | 2,31 m | Mosca          | 29-1-2016  |             |
| 2014/15  | 2,24 m | Kinešma        | 6-12-2014  |             |
| 2013/14  | 2,20 m | Novočeboksarsk | 1-2-2014   |             |
| 2012/13  | 2,10 m | Magnitogorsk   | 24-12-2012 |             |

## Palmarès
| Anno                                                | Manifestazione            | Sede       | Evento        | Risultato | Prestazione | Note |
| --------------------------------------------------- | ------------------------- | ---------- | ------------- | --------- | ----------- | ---- |
| In rappresentanza della Russia                      |                           |            |               |           |             |      |
| 2014                                                | Mondiali juniores         | Eugene     | Salto in alto | 6º        | 2,22 m      |      |
| 2014                                                | Giochi olimpici giovanili | Nanchino   | Salto in alto | Oro       | 2,20 m      |      |
| In rappresentanza degli Atleti Neutrali Autorizzati |                           |            |               |           |             |      |
| 2017                                                | Mondiali                  | Londra     | Salto in alto | Argento   | 2,32 m      |      |
| 2018                                                | Mondiali indoor           | Birmingham | Salto in alto | Oro       | 2,36 m      |      |

## Altre competizioni internazionali
2014
- Oro ai Trials europei di atletica leggera per i Giochi olimpici giovanili ( Baku), salto in alto - 2,24 m =